# Жаббур Дуейги
Жаббур Дуейги (араб. جبور الدويهي; 5 січня 1949 — 23 липня 2021) — ліванський письменник. Професор французької літератури Ліванського університету. Автор низки літературних творів, та лауреат низки літературних премій.

## Переклади українською
Твір Жаббура Дуейги "Надруковано в Бейруті" перекладено з арабської українською мовою Оксаною Прохорович.